# Яз'яван Лочинлари
Футбольний клуб «Яз'яван Лочинлари» або просто «Яз'яван Лочинлари» — професійний узбецький футбольний клуб з містечка Яз'яван Ферганської області.

## Історія
Футбольний клуб «Яз'яван Лочинлари» було засновано в 2014 році в містечку Яз'яван Ферганської області. З 2014 року команда розпочала виступи в Другій лізі. В 2014 році клуб здобув перемогу у фінальному турнірі Другої ліги.
З 2015 року розпочав свої виступи в Першій лізі Чемпіонату Узбекистану.
В 2015 році «Яз'яван Лочинлари» не з'явився на матч проти Насафа-2. В зв'язку з цим ПФК «Яз'яван-Лочінларі» піддався дисциплінарним санкціям. ПФК «Яз'яван-Лочінларі» було зараховано технічну поразку в матчі 9-го туру другого етапу Першості Узбекистану проти ПФК «Насафа- 2 »(-: +), а ПФК« Насаф-2 »відповідно присуджена технічна перемога (+ :-) та додано три очки в турнірній таблиці. Крім того, ПФК «Яз'яван-Лочінларі» оштрафований.

## Досягнення
- Перша ліга Узбекистану
  - 8-ме місце (1): 2015

- Друга ліга Узбекистану
  -  Чемпіон (1): 2014